# Я худею
«Я худе́ю» — российский спортивный комедийный фильм режиссёра Алексея Нужного. В главных ролях — Александра Бортич, Евгений Кулик, Ирина Горбачёва и Роман Курцын. Премьера фильма в России состоялась 8 марта 2018 года.

## Сюжет
Действие происходит в Нижнем Новгороде. В прологе к фильму из коротких эпизодов зритель узнаёт, что главная героиня, Аня Куликова, работает кондитером, любит поесть и в результате сильно поправляется.
Анин бойфренд — спортсмен Женя — начинает стесняться потерявшей форму подруги и не берёт её на свадьбу к друзьям. На одной из фотографий, опубликованных в социальной сети прямо со свадьбы, Аня видит Женю с другой девушкой. Аня приезжает на свадьбу, и Женя прямо там разрывает с ней отношения.
Аня возвращается домой к матери Ольге Степановне, которая живёт в деревне где-то в Нижегородской области. Отец Сергей оставил семью, когда Аня была маленькая. Теперь за Аниной матерью ухаживает Семён — комбайнёр и самогонщик, увлекающийся творчеством группы «Queen» и выжиганием по дереву.
Осудив выбор матери, Аня возвращается в город. Её принимают у себя подруга Наташа и её муж Димас. Наташа работает официанткой в ресторане быстрого питания, а Димас — диджей.
Аня ставит перед собой цель избавиться от лишнего веса. На встрече в клубе анонимных обжор она знакомится с парнем по имени Николай, который работает в банке и также стремится похудеть, чтобы участвовать в спортивных соревнованиях наравне с коллегами. Коля предлагает Ане худеть вместе: заниматься спортом, поддерживать друг друга морально. Поначалу Аня отказывается, потому что Коля ей совсем не понравился. Но на следующий день Коля приходит домой к Наташе, признаётся, что проследил, где Аня живёт, и зовёт её бегать. Наташа и Димас принимают сторону Коли, потому что они тоже не в восторге от того, что Аня безвылазно сидит дома у них. С этого дня Аня начинает худеть вместе с Колей.
Проходит месяц, в течение которого Аня садится на диету, соблюдает режим, регулярно занимается с Колей спортом. Аня проникается уважением к Коле за его высокую самооценку, самоиронию, целеустремлённость и твёрдый характер. Коля показывает ей тайное место за городом, где он любит купаться по ночам в Волге. Не без Колиной поддержки Ане удаётся восстановить форму, но не удаётся восстановить отношения с Женей. В это же время сестра зовёт Наташу переехать в Москву и занять должность управляющей рестораном. Между Наташей и Димасом начинаются регулярные конфликты, потому что Димас не хочет уезжать из Нижнего Новгорода, где он — известный диджей и довольно популярная личность.
Похудевшая Аня приходит в бассейн к Жене. Женя обращает внимание на Анины успехи в работе над собой и соглашается вместе с ней поплавать. Пока они плавают, к Жене приходит Кристина — его новая девушка, гораздо более стройная, чем Аня. Из-за этого расстроенная Аня вечером напивается, устраивает ночью в клубе дебош и оказывается в машине незнакомого мужчины. Её спасает подоспевший Коля (пьяная Аня звонила ему из клуба). Незнакомец разбивает Коле нос, но отпускает Аню, и Коля увозит её к себе.
Утром Аня не понимает, где она находится, и едва не бьёт Колю гантелей. Коля кормит её завтраком и объясняет, что Анины проблемы гораздо глубже, чем ей кажется: она вернула физическую форму, обратила на себя Женино внимание, но как была недовольна жизнью, так и осталась. Коля предлагает Ане попробовать восстановить отношения с отцом.
Мать даёт дочери телефон отца. Сергей радуется Аниному звонку и приглашает её к себе в гости в Казань. Коля соглашается отвезти Аню в Казань на своей машине, но взамен просит, чтоб она пришла поболеть за него на соревнованиях. Аня отказывается. Этот разговор слышит Димас и советует Коле никуда не ехать. Аня говорит, что могла бы сесть на поезд, и Коля всё-таки везёт её в Казань на машине. В дороге Коля с Аней весело проводят время: фотографируются, собирают цветы, слушают музыку. Коля начинает оказывать Ане знаки внимания, но Аня их не принимает. Добравшись до отца, Аня представляет Колю как своего телохранителя.
Сергей занимается проектированием и строительством бань, а также охотой. Он женат на молодой женщине, которая увлекается йогой и эзотерикой. Аня отказывается от угощений отца, потому что она на диете, но Сергей думает, что она хочет его обидеть. Аня привезла отцу его старый спортивный костюм, в котором он когда-то танцевал с ней под песню «Freestyler». Она предлагает отцу в качестве ритуала восстановления отношений снова надеть костюм и потанцевать. Сергей отказывается и взамен предлагает Ане взять на память охотничий нож и попариться в бане. Аня не очень любит баню, но соглашается, чтобы совсем не расстраивать отца. Будучи в бане одна, Аня случайно плещет на печь масло вместо воды, из-за чего баня мгновенно вспыхивает, и Аня едва не погибает. Коля спасает Аню, а взбешённый Сергей обвиняет дочь, что она приехала специально, чтобы над ним поиздеваться. Коля отвечает, что она просто хотела увидеть отца и пообщаться, а в итоге чудом осталась жива, и увозит разочарованную Аню в деревню к её матери.
В благодарность за поездку Аня целует Колю в нос. Вдохновлённый Коля в хорошем настроении катается по деревне, покупает у уличных торговок букет ромашек и решает подарить его Ане. Но как раз в этот момент в дом к Аниной матери приходит Женя. Он говорит, что расстался с Кристиной, и соблазняет Аню. Пришедший с цветами Коля видит в окно, как Аня и Женя занимаются любовью.
Женя заявляет Ане, что правильно поступил, когда бросил её, потому что в результате она похудела. За такие слова Аня выгоняет Женю. Когда домой возвращается мать, Аня говорит, что ей не стоит связывать жизнь с алкоголиком Семёном. Семён слышит этот разговор.
Вернувшись к Наташе, Аня попадает на дискотеку: Наташа устроила в своей квартире прощальную вечеринку. Она уже сдала жильё и получила деньги, на которые будет жить в Москве. Это значит, Аня должна съехать. От расстройства Аня случайно сбрасывает с балкона колбу с алкоголем на полицейский автомобиль. Наташе удаётся замять конфликт с полицией путём взятки, но в результате она остаётся почти без денег. Наутро Наташа ссорится и с Димасом, и с Аней: Аню она обвиняет, что та села ей на шею, а Димаса — что тот не хочет развиваться и принимать решение за себя. Чувствуя себя виновницей очередного семейного конфликта, Аня уходит от Наташи. Вечером Аня находит Колю на том месте, где они когда-то купались в Волге, но Коля отказывается с ней разговаривать. Он сравнивает Аню с яблоком, которое с одной стороны аппетитное (так её видят другие), а с другой — гнилое (так она видит себя), и уезжает со словами, что устал быть «жирной подружкой».
Аня остаётся в безлюдном месте одна и едва не становится жертвой хулиганов. Ночь она проводит в поле среди колосьев, а наутро снова чуть не погибает, попав под комбайн, но её спасает Семён, который работал как раз в этом поле. Аня объясняется с Семёном: ей нравится, как он выжигает по дереву, но не нравится, что он пьёт и спаивает её мать. Семён соглашается завязать с самогоноварением, вместе с Аней приносит в поле все свои бутылки и поджигает, устроив красивый взрыв.
Вернувшись в город, Аня мирится с Наташей. Остаток дня подруги гуляют и прощаются. Аня снова живёт у матери, которой Семён сделал предложение. Однажды туда приезжает Анин отец в своём старом спортивном костюме, выходит из машины и танцует «Freestyler». Потом он знакомится с Семёном, мирится с дочерью, приглашает её приехать к нему когда-нибудь ещё раз и советует объясниться с Колей.
По Аниной просьбе отец отвозит её туда, где проходят соревнования. Но коллеги говорят ей, что Коли не будет: он не прошёл отбор и не сдал нормативы. Аня находит огорчённого Колю и повторяет ему его же слова: убеждает, что он не должен разочаровываться в себе только из-за коллег, которые выгнали его из команды. Аня говорит, что благодаря Коле поняла главное: над собой нужно работать только ради себя, а не ради положительной оценки со стороны. Это касается как физической формы, так и внутренних психологических конфликтов.
В эпилоге показывают, что в соревнованиях участвует новая команда: Коля, Аня и все женщины из клуба анонимных обжор, где Аня познакомилась с Колей. Аня произносит мотивационную речь в адрес всех, кто по тем или иным причинам сомневается и не может принять решение. Под её слова из коротких эпизодов зритель узнаёт, что Наташа благополучно устроилась в Москве, Димас всё-таки поехал вместе с ней, Семён и Ольга Степановна весело отметили свадьбу в деревне, Сергей попробовал позаниматься йогой вместе с женой, Женя остался ни с чем, а Аня полюбила Колю.

## В ролях
- Александра Бортич — Аня Куликова
- Евгений Кулик — Коля Барабанов
- Ирина Горбачёва — Наташа, подруга Ани
- Роман Курцын — Женя, парень Ани, тренер по плаванию
- Сергей Шнуров — Сергей, отец Ани
- Анна Котова — Диана, жена Сергея
- Елена Валюшкина — Ольга Степановна, мать Ани
- Михаил Орлов — Семён
- Александр Пташенчук — Димас, муж Наташи, диджей
- Илья Варанкин — пьяный парень
- Олег Кассин — Гриша, комбайнер
- Анна Ичетовкина — хохотушка
- Анна Пухова — важная толстушка
- Виктория Кузьмина — толстушка-гопница
- Мария Букнис — неуверенная толстушка
- Анна Галинова — летящая толстушка
- Елена Тимченко — ведущая клуба АО
- Валерия Дергилёва — Кристина
- Софья Лебедева — невеста
- Сергей Подольный — жених

## Съёмки
Для роли Ани актриса Александра Бортич на самом деле набрала 20 кг, но, по её словам в передаче «Вечерний Ургант», сначала были отсняты эпизоды с «похудевшей героиней», чтобы не ставить под угрозу процесс съёмок в случае, если она не сможет быстро похудеть обратно. После она за месяц сбросила 15 кг, благодаря диете и тренировкам.

## Реакция

### Кассовые сборы
Сборы за первый день проката составили 110 млн рублей — по состоянию на середину марта это лучшее достижение среди российских фильмов 2018 года, а за первые четыре дня — до 331 млн рублей (5,8 млн долларов), что вывело фильм на девятое место еженедельного всемирного рейтинга. К началу августа общие сборы превысили 630 млн рублей (10 млн долларов).

### Критика
По мнению кинокритика Антона Долина, несмотря на предсказуемый сюжет, перебор с видами города под поп-музыку и не очень уместную роль Сергея Шнурова, все «недостатки сполна окупаются достоинствами» фильма.